# Kaplica Pokutna w Paryżu

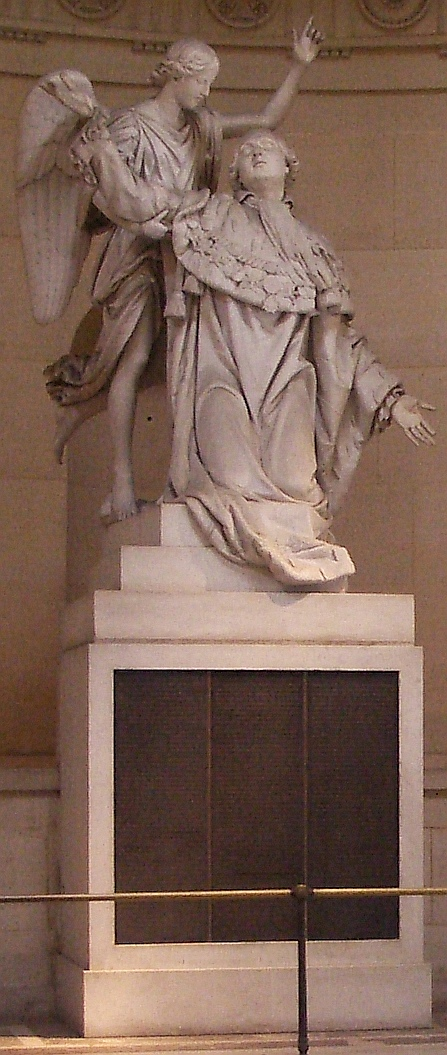
Ludwik XVI wzywany do nieba, rzeźba F. Bosio

Kaplica Pokutna (Chapelle expiatoire) - budynek sakralny w 8. okręgu paryskim, wzniesiony na polecenie Ludwika XVIII dla uczczenia pamięci Ludwika XVI i Marii Antoniny.

## Historia
Ludwik XVI oraz Maria Antonina, zgilotynowani odpowiednio w styczniu i w październiku 1793 r. zostali pochowani na cmentarzu św. Magdaleny. W 1802 r. rojalista Desclozeaux, uczestnik pogrzebu obojga straconych małżonków, wykupił teren, na którym ich ciała zostały wrzucone do fosy i przykryte warstwą wapna palonego. Nakazał uprzątnięcie terenu i posadzenie na miejscu pochówku króla wierzb i cyprysów. 
W czasie Restauracji jedyna ocalała członkini rodziny królewskiej - starsza córka Marii Antoniny i Ludwika XVI, Maria Teresa, księżna Angoulême poprosiła swojego stryja, króla Ludwika XVIII o zaopiekowanie się grobem jej rodziców. 18 i 19 stycznia 1815 szczątki pary królewskiej zostały ekshumowane i umieszczone w bazylice w Saint-Denis, tradycyjnym miejscu pogrzebów królów Francji. Rok później Desclozeaux odsprzedał Ludwikowi XVIII i księżnej Angoulême teren pierwotnego pochówku w celu budowy kaplicy pokutnej, którą ostatecznie zaprojektował Pierre François Léonard Fontaine, a poświęcił w 1826 r. arcybiskup Paryża - de Quelen. Przy tej okazji bezskutecznie apelował o przebaczenie członkom Konwentu Narodowego. W 1862 r. obiekt został otoczony parkiem, który izoluje go od hałaśliwego Bulwaru Haussmanna. 
Na terenie budynku do dziś spoczywają szczątki kilkuset innych ofiar epoki rewolucji. 

## Architektura
Kaplica stoi na niskim postumencie wynoszącym ją ponad poziom gruntu. Wzniesiona jest na planie krzyża greckiego i otoczona skromnym doryckim portykiem. Bryła obiektu jest przysadzista, pozbawiona lekkości, zbliżona do neorenesansowych standardów budowania kościołów, choć o wiele mniej dekoracyjna. Wnętrze obiektu wyłożone jest białym i czarnym marmurem, z ołtarzem w miejscu pierwotnego miejsca złożenia ciała Ludwika XVI. Zawiera ono również dwie rzeźby króla i królowej. Niewielka liczba otworów okiennych dopuszcza do wnętrza minimalną ilość światła dziennego, co jest rekompensowane przez wewnętrzną latarnię.